# I Sagittari
I Sagittari  sono stati un gruppo musicale beat italiano formatosi a Genova nel 1962.

## Storia del gruppo
Il complesso nasce dall'incontro a Sampierdarena tra Giuseppe Polonio, batterista del gruppo I Satrapi, e Riccardo Anselmi, chitarrista, nel negozio di strumenti musicali Gaggero; i due decidono di suonare insieme e, con altri tre elementi (Salvino alle tastiere, Lucky Pistoia alla voce e Franco Vaccani al basso), iniziano a provare un repertorio per lo più di cover finché, trovato il nome I Sagittari, debuttano il 23 dicembre 1962 con un concerto al Matinée Danzanti in piazza Dante a Genova.
La formazione del complesso attraversa però alcune vicissitudini, per la difficoltà di trovare un cantante di ruolo, fino a stabilizzarsi nel 1966 con l'ingresso di Mimmo Di Martino alla voce, Ettore Vigo alle tastiere e Dino Cabano al basso: questa è la formazione che, notata da Gian Piero Reverberi, diventa loro produttore e procura loro un contratto con la Telerecord, l'etichetta di Natalino Otto, con cui debuttano discograficamente nel marzo 1967 con Giorni difficili/Non ne parliamo più.
Alle registrazioni delle canzoni partecipa anche Natalino Otto alle percussioni e l'autore delle musiche (il testo di Giorni difficili era del paroliere genovese Rosario Leva, mentre quello di Non ne parliamo più dello stesso Leva in collaborazione con Clelia Petracchi, paroliera nota per essere l'autrice di La ballata del Miché), Giorgio Guglieri, alla chitarra e ai cori.
Il secondo 45 giri venne pubblicato il mese successivo: Tu più lui vede come autore del testo Sergio Bardotti, mentre la musica è di Gian Franco Reverberi (fratello di Gian Piero); La vita va è invece scritto dalla Petracchi e da Guglieri (che anche in questo caso partecipa alle registrazioni, come Natalino Otto).
Tu più lui viene inoltre inserita in due musicarelli: L'immensità (La ragazza del Paip's) di Oscar De Fina (dove però i Sagittari non appaiono, essendo nel film la canzone eseguita da un gruppo di musicisti classici travestiti da beat e denominati i Gallinacci, una citazione della nota gaffe di Mike Bongiorno che al Festival di Sanremo 1966 aveva annunciato gli Yardbirds con questa denominazione) e Soldati e capelloni, di Ettore Maria Fizzarotti, con Peppino De Filippo, in cui è eseguita dai Motowns.
Il gruppo si esibisce in tutta Italia, ma nel luglio 1967 Giuseppe Polonio deve abbandonare i Sagittari a causa di un lutto familiare, ed anche Dino Cabano lo lascia per tentare la carriera solista (nello stesso anno, ad ottobre, parteciperà al Festival delle Rose 1967 con Il cielo, in coppia con Lucio Dalla); i due vengono sostituiti da Peppino Di Santo e Marcello Reale, entrambi provenienti da un altro complesso genovese, i Bats (in cui suonavano insieme ai due chitarristi Nico Di Palo, poi nei New Trolls, e Mauro Dassio, in seguito nei Bit-Nik).
Con questi nuovi elementi i Sagittari registrano D'amore non si può morire/Ricordo di un uomo, con l'apporto di Attilio Furci al sax tenore e al flauto; il suono del gruppo si sposta dal beat degli inizi ad un pop con influssi dei Procol Harum e dei Moody Blues; fa eccezione Vacanze a Pesaro, canzone in stile dixieland partecipante al Festival di Pesaro del 1969.
L'ultimo 45 giri, Io ne morirei/Buongiorno amore, è del 1970 ed anticipa le sonorità del rock progressivo, dopodiché Riccardo Anselmi lascia il gruppo, non condividendo la svolta musicale, ed è sostituito da Ivano Fossati: questa formazione si esibisce ancora dal vivo per un anno dopodiché decide di cambiare il nome in Delirium, ottenendo un nuovo contratto discografico con la Fonit Cetra.

## Formazione
- Lucky Pistoia (dal 1962 al 1963) - voce
- Riccardo Anselmi (dal 1962 al 1970) - chitarra, voce
- Carlo Salvatore, detto Salvino (dal 1962 al 1966) - tastiere
- Franco Vaccani (dal 1962 al 1966) - basso, fisarmonica
- Giuseppe Polonio (dal 1962 al 1967) - batteria, voce
- Enzo Meloni (dal 1963 al 1964) - voce
- Gabriele Corbellini (dal 1964 al 1965) - voce
- Arnaldo Primo (dal 1965 al 1966) - voce
- Mimmo Di Martino (dal 1966 al 1970) - chitarra, voce
- Ettore Vigo (dal 1966 al 1970) - tastiere
- Dino Cabano (dal 1966 al 1967) - basso, voce
- Marcello Reale (dal 1967 al 1970) - basso, voce
- Peppino Di Santo (dal 1967 al 1970) - batteria, voce
- Ivano Fossati (nel 1970) - voce, flauto, chitarra

## Discografia

### Singoli
- Marzo 1967: Giorni difficili/Non ne parliamo più (Telerecord, TLC CL 503)
- Aprile 1967: Tu più lui/La vita va (Telerecord, TLC CL 504)
- 1968: D'amore non si può morire/Ricordo di un uomo (Telerecord, TLC CL 505)
- 1968: D'amore non si può morire/L'abbaglio (Telerecord, TLC NP 505[2])
- 1968: Serenata del batterista/Se vi dicessi (Telerecord, TLC NP 509)
- 1969: Vacanze a Pesaro/Sulla spiaggia di Pesaro (Telerecord, TLC NP 512)
- 1970: Io ne morirei/Buongiorno amore (Telerecord, TLC NP 521)

### Raccolte
- 2007: I Sagittari (On Sale Music, 52-OSM-079; raccolta di tutti i singoli del gruppo)